# هنری همبرگر
هنری همبرگر (انگلیسی: Henry Homburger; ۲ دسامبر ۱۹۰۲ – ۱۴ سپتامبر ۱۹۵۰)از برندگان مدال‌های بازی‌های المپیک زمستانی، مهندس عمران، و مهندس اهل ایالات متحده آمریکا بود.